# Georg Koch
Georg Koch (ur. 3 lutego 1972 w Bergisch Gladbach) – niemiecki piłkarz grający na pozycji bramkarza, trener.

## Kariera piłkarska
Urodzony w Bergisch Gladbach, Koch karierę piłkarską rozpoczął w juniorach SSG 09 Bergisch Gladbach, a następnie grał w juniorach VfR Marienfeld oraz Bayeru 04 Leverkusen. Profesjonalną karierę rozpoczął w 1992 roku w Fortunie Düsseldorf, jednak nie zdołał jeszcze zabebiutować w Bundeslidze (klub spadł z ligi zajmując 20. miejsce), gdzie w klubie był dublerem Jörga Schmadtkego. W sezonie 1994/1995 będąc już podstawowym bramkarzem zespołu wrócił z nim do Bundesligi, w której zadebiutował dnia 11 sierpnia 1995 roku w zremisowanym 1:1 meczu wyjazdowym z Werderem Brema.
W 1997 roku po spadku drużyny z Bundesligi przeniósł się do holenderskiego potentanta PSV Eindhoven. Jednak z powodu licznych incydentów na tle narodowościowym (z różnych powodów Holendrzy nie przepadają za Niemcami) i na mocy zapisu w kontrakcie, po trzech miesiącach i rozegraniu trzech meczów Georg Koch opuścił klub.
W tym samym roku został piłkarzem Arminii Bielefeld, z którą w sezonie 1999/2000 awansował do Bundesligi, jednak jeszcze w czasie przerwy zimowej przeszedł do FC Kaiserslautern, gdzie był podstawowym bramkarzem (jego dublerem był Uwe Gospodarek). Jednak w sezonie 2002/2003 do klubu przyszedł 21-letni wówczas Tim Wiese i tym samym Koch stracił miejsce w podstawowym składzie zespołu i został przesunięty najpierw do drużyny rezerw klubu, a następnie w 2003 roku odszedł z klubu.
Następnym klubem w karierze Kocha był Energie Cottbus. Po roku gry w tym klubie w 2004 roku przeszedł do MSV Duisburg, w którym grał do 2007 roku. W tym czasie z klubem tym dwukrotnie awansował do Bundesligi (2005, 2007).
Po pobycie w Duisburgu zdecydował się przenieść do chorwackiego Dinama Zagrzeb, z którym w sezonie 2007/2008 zdobył krajowy dublet: mistrzostwo i puchar Chorwacji. W barwach tego klubu miał również okazję zadebiutować w Lidze Mistrzów, jednak nie zdołał zadebiutować, gdyż jego zespół przegrał w III rundzie kwalifikacyjnej po porażce w dwumeczu z Werderem Brema (2:3, 2:1).
Następnie w 2008 roku po przybyciu do Dinama Tomislava Butiny przeszedł do Rapidu Wiedeń, gdzie rozegrał siedem pierwszych meczów ligowych (zastępował kontuzjowanego Helge Payera). W dniu 24 sierpnia 2008 roku podczas derbowego meczu z Austrią Wiedeń (3:0), został trafiony petardą rzuconą z trybun, w wyniku czego doznał wstrząsu oraz urazu słuchu. Po tym incydencie w 2009 roku odszedł do SC Herford, gdzie rozegrał jeszcze jeden mecz ligowy, jednak z powodu problemów ze słuchem i równowagą postanowił zakończył karierę w dniu 18 marca 2009 roku w wieku 37 lat.

## Kariera trenerska
Georg Koch po zakończeniu kariery piłkarskiej został trenerem. W latach 2010–2011 był trenerem SC Herford. W 2012 roku był tymczasowo trenerem tego klubu. Potem trenował bramkarzy: emirackiego Dubai CSC (2012-2013) oraz VDV (2014) i od 2014 roku SG Sonnenhof Großaspach.

## Statystyki
| Liga                     | Mecze (Gole) |
| ------------------------ | ------------ |
| Bundesliga               | 213 (0)      |
| 2. Bundesliga            | 165 (0)      |
| Regionalliga             | 3 (0)        |
| Bundesliga austriacka    | 7 (0)        |
| Eredivisie               | 3 (0)        |
| 1. HNL                   | 21 (0)       |
| Pucharowe                | Mecze (Gole) |
| Eliminacje Ligi Mistrzów | 8 (0)        |
| Puchar UEFA              | 15 (0)       |
| Puchar Niemiec           | 22 (0)       |

## Sukcesy piłkarskie

### Fortuna Düsseldorf
- Awans do Bundesligi: 1995

### Arminia Bielefeld
- Awans do Bundesligi: 2000

### MSV Duisburg
- Awans do Bundesligi: 2005
- Awans do Bundesligi: 2007

### Dinamo Zagrzeb
- Mistrz Chorwacji: 2008
- Puchar Chorwacji: 2008